# Wyatt Oleff
Wyatt Jess Oleff (Chicago, 14 luglio 2003) è un attore statunitense noto per aver recitato nei film horror It e It - Capitolo due, recitando la parte di Stan Uris, nella serie televisiva I Am Not Okay with This, dove interpreta il migliore amico della protagonista, nonché per aver interpretato il giovanissimo Peter Quill nei film Marvel, Guardiani della Galassia e Guardiani della Galassia Vol. 2.

## Biografia
Wyatt nasce a Chicago, nell'Illinois, da Doug e Jennifer Oleff. Ha un fratello maggiore di nome Elio.

## Filmografia

### Cinema
- Guardiani della Galassia (Guardians of the Galaxy), regia di James Gunn (2014)
- Guardiani della Galassia Vol. 2 (Guardians of the Galaxy Vol. 2), regia di James Gunn (2017)
- It, regia di Andrés Muschietti (2017)
- It - Capitolo due (It: Chapter Two), regia di Andrés Muschietti (2019)
- Karate Kid: Legends, regia di Jonathan Entwistle (2025)

### Televisione
- Suburgatory - serie TV (2012)
- A tutto ritmo (Shake it up) - serie TV (2013)
- C'era una volta (Once Upon a Time) - serie TV (2013)
- Middle Age Rage - serie TV (2013)
- Scorpion - serie TV (2014)
- I Am Not Okay with This, serie TV, 7 episodi (2020)

## Doppiatori italiani
Nelle versioni in italiano delle opere in cui ha recitato, Wyatt Oleff è stato doppiato da:
- Luca Tesei in It, It - Capitolo 2
- Manuel Meli in I Am Not Okay with This, City on Fire
- Lorenzo D'Agata in C'era una volta
- Leonardo Della Bianca in Guardiani della Galassia
- Gabriele Caprio in Scorpion